# Georgina Brackenbury

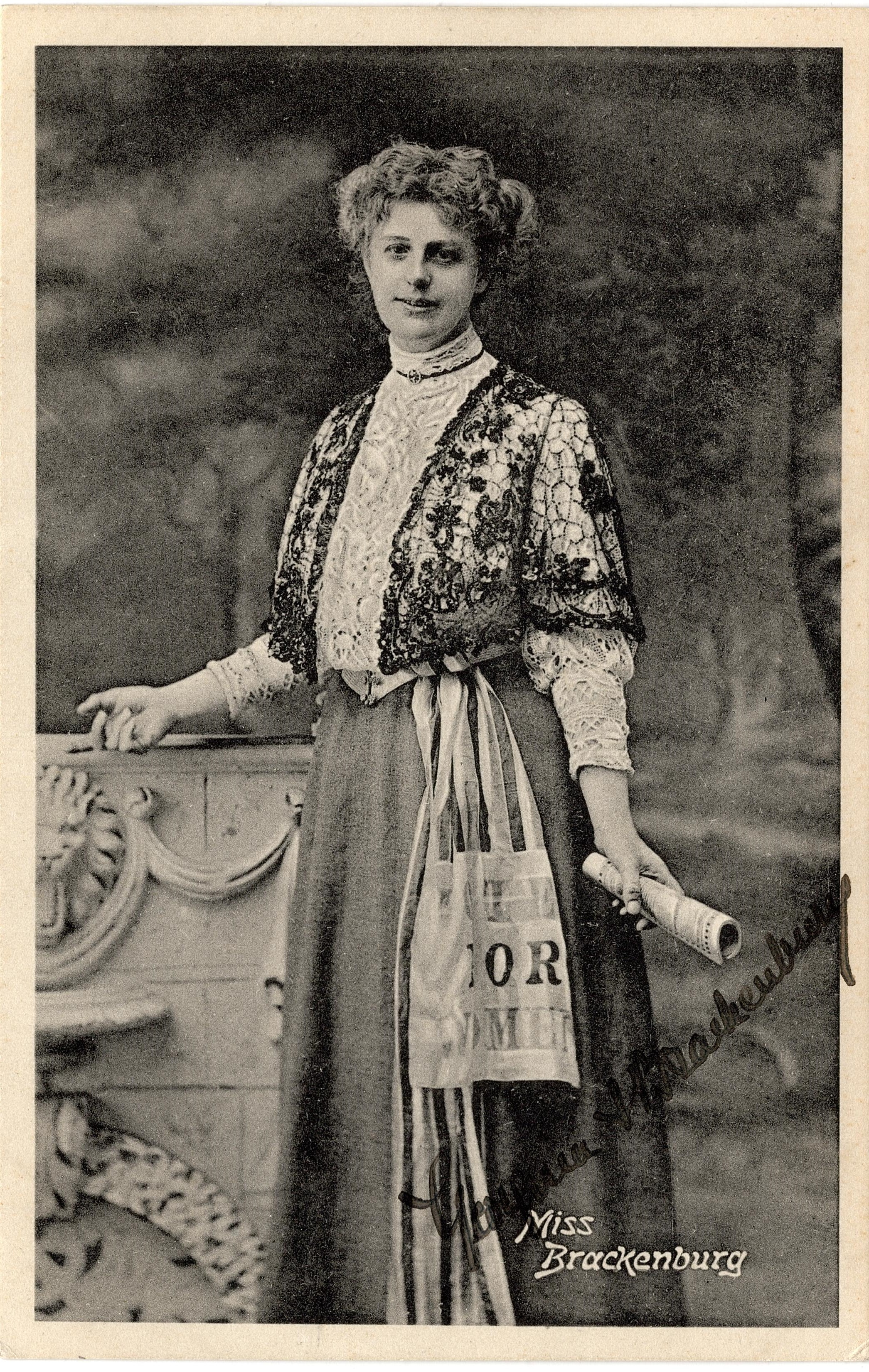
Georgina Brackenbury

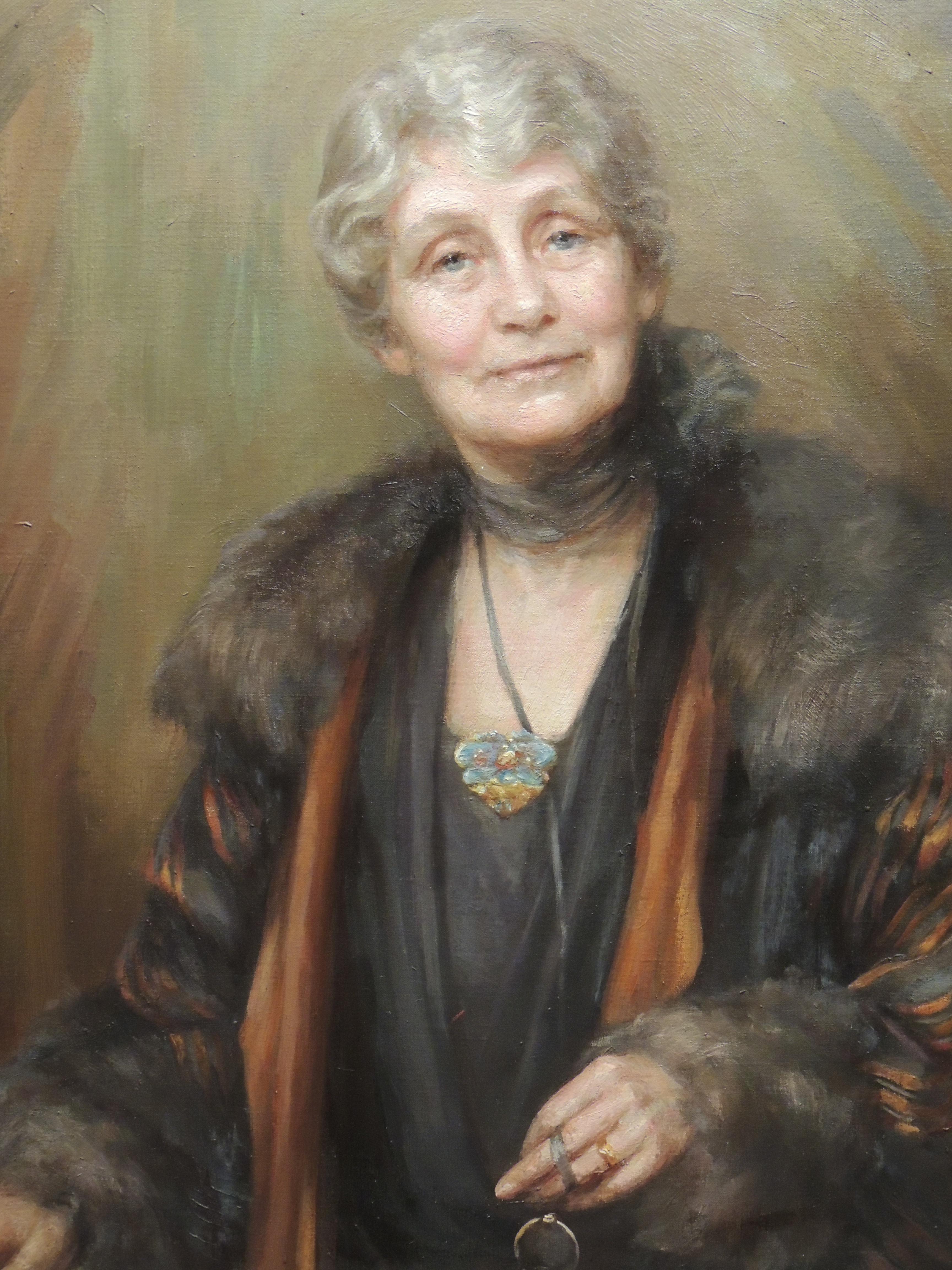
Emmeline Pankhurst, Gemälde von Georgina Brackenbury

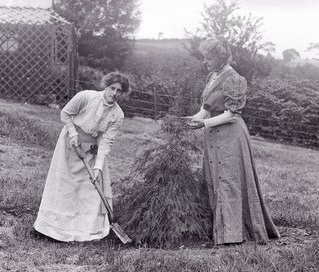
Georgina (rechts) und Marie Brackenbury im Garten des Eagle House, 1909

Georgina (Ina) Agnes Brackenbury (* 1. Juli 1865 in Woolwich, London; † 27. Juli 1949 im St Mary Abbots Hospital, Kensington, London) war eine englisch-britische Malerin und Suffragette. Sie folgte Emmeline Pankhurst und der Women’s Social and Political Union (WSPU) in die Militanz. Als Malerin schuf sie ein Porträt von Pankhurst, das sich heute in der National Portrait Gallery befindet.

## Leben
Brackenbury wurde als eine von zwei Töchtern von Generalmajor Charles Booth Brackenbury, Direktor des Artillerie-Colleges in Woolwich, und seiner Frau Hilda Eliza Brackenbury geboren. Sie wurde von Flora Shaw, einer Gouvernante und Haushälterin, erzogen, da Brackenburys Mutter Hausarbeit nicht mochte. 1890 zog die Familie nach dem Tod des Vaters nach Kensington. Ihre Eltern hatten beide künstlerische Interessen, und beide Töchter besuchten die Slade School of Fine Art, wo sie sich auf Vorschlag von Hubert von Herkomer auf Porträts spezialisierte.
Brackenbury malte meist zu Hause, aber sie mietete ein Atelier. Im Jahr 1894 schuf sie ein Porträt von Harold Dillon, 17. Viscount Dillon, dem Vorsitzenden des Kuratoriums der National Portrait Gallery. Sie stellte in Londoner Galerien aus, unter anderem in der Royal Academy of Arts. Ihre Mutter interessierte sich für Frauenrechte und trat 1907 der zunehmend radikalen Women’s Social and Political Union (WSPU) bei. Schnell schlossen sich auch die beiden Töchter Brackenbury und ihre Schwester Marie Brackenbury der WSPU an und verwandelten ihre Ateliers im Holland Park in Klassenzimmer, in denen sie Frauen in öffentlichen Reden ausbilden konnten.
Brackenbury nahm mit ihrer Schwester an dem gewagten sogenannten „Pantechnicon-Überfall“ teil. Dabei wurde ein Möbelwagen (pantechnicon) als trojanisches Pferd benutzt, um zwanzig Suffragetten zum Unterhaus zu bringen. Sie schloss sich denen an, die dann versuchten die Lobby zu stürmen. Sie wurden von der Polizei überrascht, die die Frauen mehr als einmal zu Boden riss, als sie sich den Türen näherten. Brackenbury, ihre Schwester und Florence Haig wurden verhaftet und erhielten sechswöchige Haftstrafen.
Nach der Inhaftierung wurden beide wie andere Suffragetten nach Eagle House, dem Haus der Familie von Mary Blathwayt, eingeladen, um dort im Garten im Gedenken an die Haft einen Gedenkbaum zu setzen.
1912 wurde ihre Mutter wegen Fenstereinwerfens verhaftet. Sie vertrat den Standpunkt, dass es nicht anginge, dass der Staat zwar zwei ihrer Söhne in Indien im aktiven Dienst getötet werden ließ, sie, die Mutter, aber selbst kaum politische Rechte hätte. Sie verbrachte acht Tage in Untersuchungshaft und vierzehn Tage im Gefängnis, obwohl sie 80 Jahre alt war. Nachdem sie im April 1912 freigelassen wurde, sprach sie im London Pavilion.
1913 verabschiedete die Regierung den Prisoners (Temporary Discharge for Ill Health) Act 1913, das den Behörden das Recht gab, hungerstreikende Suffragetten freizulassen und sie wieder zu verhaften, wenn sie sich erholt hatten. Er war als Cat and Mouse Act bekannt, weil Katzen mit Mäusen spielen, bevor sie sie töten, und weil Mäuse sich verstecken, um nicht wieder gefangen zu werden. Das Haus, das Brackenbury mit ihrer Mutter und Schwester bewohnte wurde als Erholungsheim für Hungerstreikende genutzt und wurde Mouse Castle genannt. Daneben soll Brackenburys Atelier auch der geheime Ort gewesen sein, an dem die WSPU-Kampagnenleiterin Marion Wallace Dunlop im Februar 1912 neue Rekruten in Kampagnenpläne einwies.
Brackenbury war angeblich die, die Christabel Pankhurst darüber informierte, sie hätte bei einer Veranstaltung gehört hatte, wie hochrangige Polizeibeamte erklärten, sie seien von der Regierung angewiesen worden, Suffragetten nicht als „politische Gefangene“ zu behandeln.
Brackenbury starb 1949, ihre Schwester ein Jahr später ohne nahe Verwandte. Sie hinterließen ihr Haus einer Wohltätigkeitsorganisation. Eine Plakette erinnert an Mutter und Töchter Brackenbury. In der National Portrait Gallery befinden sich Porträts von ihr, darunter ein Gemälde von Emmeline Pankhurst.
Eine Emailleplakette für die Brackenbury-Frauen mit dem Bild einer von Ketten befreiten Frau in einer Wiesenszene von Ernestine Mills befindet sich in der Suffragetten-Sammlung des Museums of London.